# Sirosporium antenniforme
Sirosporium antenniforme är en svampart som först beskrevs av Berk. & M.A. Curtis, och fick sitt nu gällande namn av Bubák & Serebrian. 1912. Sirosporium antenniforme ingår i släktet Sirosporium och familjen Mycosphaerellaceae.   Inga underarter finns listade i Catalogue of Life.